# Ébredő Magyarok Egyesülete

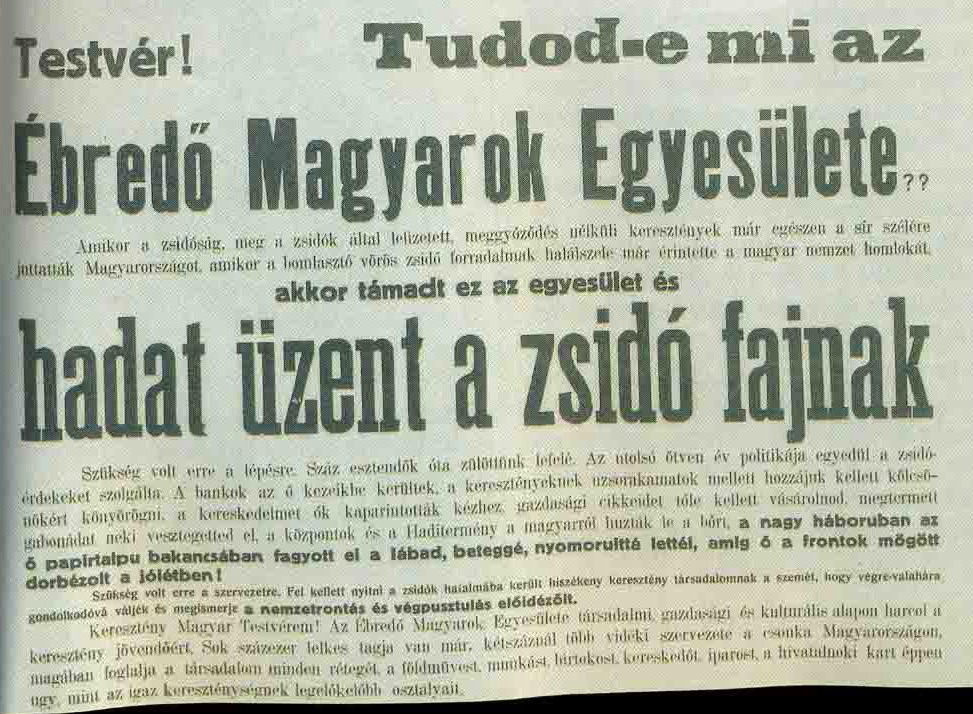
Az Ébredő Magyarok Egyesületének egyik röplapja

Az ÉME jelvénye

Az Ébredő Magyarok Egyesülete (ÉME) 1918. novemberben alakult szélsőjobboldali, fajvédő szervezet volt, vezetői Eckhardt Tibor, Gömbös Gyula, Prónay Pál és Héjjas Iván voltak, végleges betiltása 1945. februárban történt.
Az antiszemita szervezet különösen 1923-ig volt jelentős a parlamentben és a sajtóban, de részt vett merényletekben is, az egyesületet tömegdemonstrációkra, kisebb terrorcselekményekre használták, 
melynek saját lapja az Ébredő Magyarország volt.
Az alapító ülésen az alapítók között helyet foglalt Gömbös Gyula, vezérkari százados, Eckhardt Tibor, Torda-Aranyos vármegye volt főszolgabírája. Több KNEP-képviselő is tagjává vált. A mozgalom célul tűzte ki a magyarság védelmét a zsidóság, mint faj, ellen. Az Ébredő Magyarok Egyesülete hivatalos jóváhagyással felfegyverzett terrorszervezetté fejlődött.
A fajvédő politikusok a KNEP megszűnése után, 1922-től az Egységes Pártban politizáltak tovább, és bár 1920-ban Teleki Pál miniszterelnöksége alatt betiltották, az 1920-as évek meghatározó mozgalma maradt. A szervezetből több szélsőjobboldali szervezet nőtte ki magát, köztük a Magyar Országos Véderő Egyesület (MOVE).